# Globorosalina
Globorosalina es un género de foraminífero bentónico de la subfamilia Pararotaliinae, de la familia Rotaliidae, de la superfamilia Rotalioidea, del suborden Rotaliina y del orden Rotaliida. Su especie tipo es Globorosalina westraliensis. Su rango cronoestratigráfico abarca desde el Eoceno superior hasta el Mioceno.

## Clasificación
Globorosalina incluye a las siguientes especies:
- Globorosalina scabricula †
- Globorosalina westraliensis †